# Carl Gotthelf Glaeser
Carl Gotthelf Glaeser (Weissenfels, 4 de maig de 1781 - Barmen, 16 d'agost de 1829) fou un músic alemany. Primer estudià música i després cursà la carrera de dret a Leipzig, però es dedicà per complet a l'art musical pel que sentia una verdadera passió. Director d'orquestra a Barmen (Westfàlia), dedicà tots els esforços a facilitar l'ensenyança musical, i amb aquest objectiu publicà diverses obres. Havia pres part en la campanya del 1813 com a voluntari. Morí, jove encara, de resultes d'una dolorosa malaltia cutània.

## Publicacions
- Neue praktische Klavierschule: (1817)
- Kurze Anweisung zum Choralspiel: (1824)
- Vereinfachter und kurz gefasster Unterricht in der Theorie der Tonsetzkunst mittels eines musikalischen Kompasses: (1828)